# OH 5

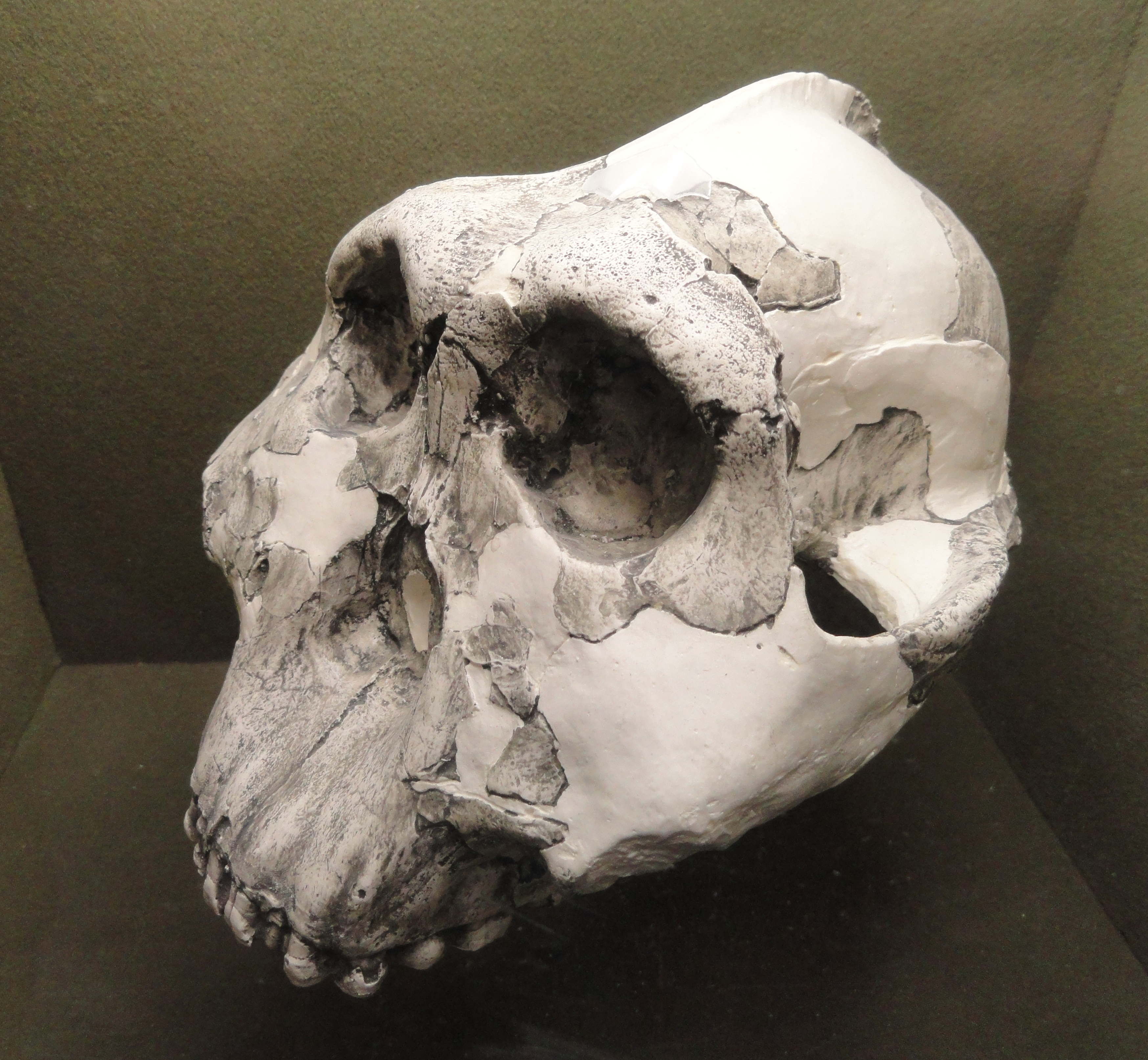
Schädel OH5 (Nachbildung)

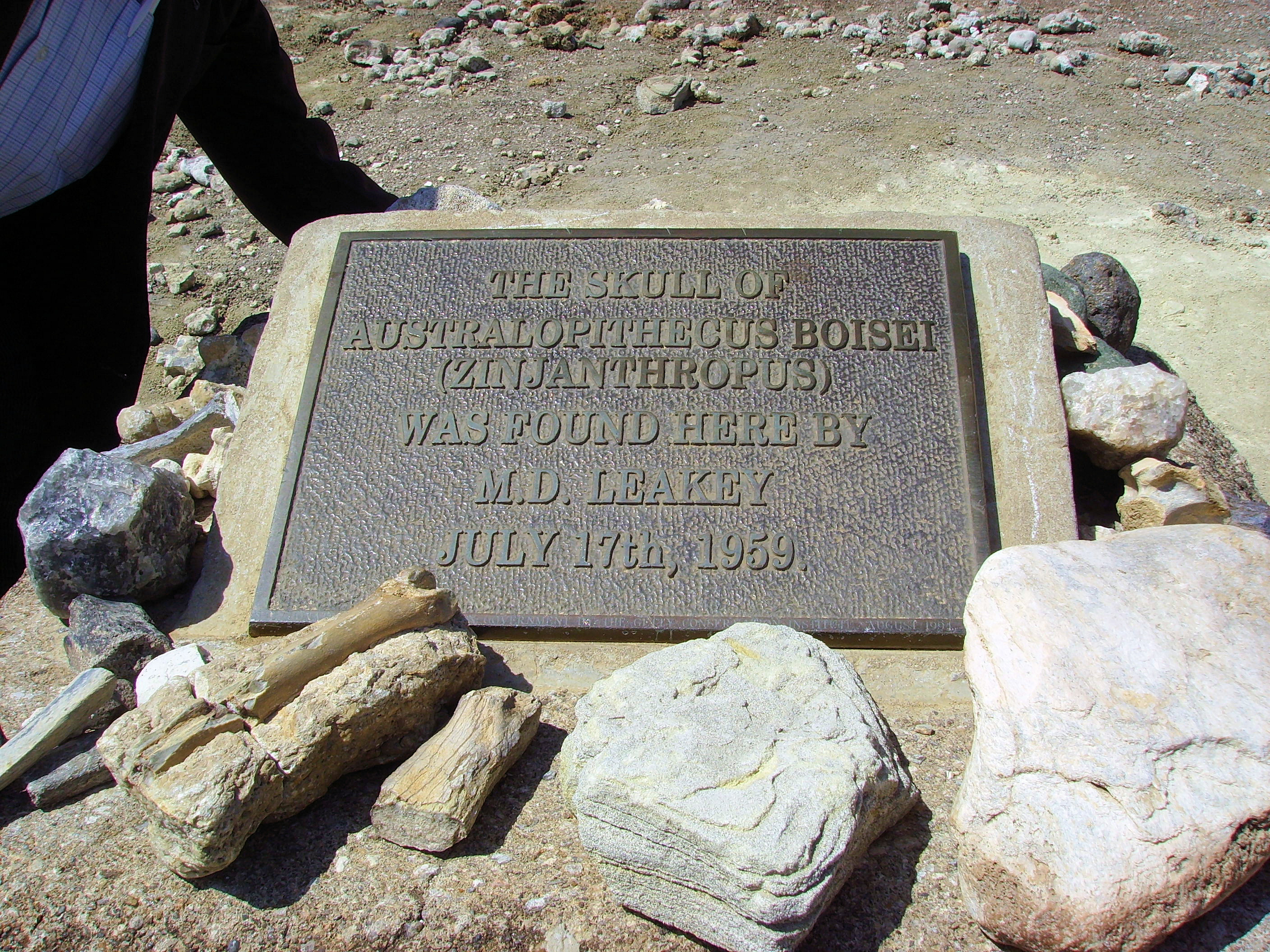
Gedenkplatte am Fundort von OH 5

OH 5 ist die wissenschaftliche Bezeichnung für den sehr gut erhaltenen Schädel eines erwachsenen Individuums von Paranthropus boisei, der am 17. Juli 1959 von Mary Leakey in Tansania entdeckt wurde. Die Bezeichnung steht für Olduvai hominid Nr. 5, das 5. in der Olduvai-Schlucht entdeckte hominine Fossil. Bereits am 15. August 1959 erschien in der Fachzeitschrift Nature die von Louis Leakey, Mary Leakeys Ehemann, verfasste Erstbeschreibung der anhand des Schädels neu eingeführten Art Zinjanthropus boisei.
OH 5 gilt als der bedeutendste Fund aus der Olduvai-Schlucht. Nach der Bergung weiterer, ähnlich alter Fossilien setzte sich in der Fachwelt die Auffassung durch, dass der Schädel eine deutliche morphologische Nähe zur 1938 von Robert Broom eingeführten Gattung Paranthropus aufweist, weswegen die Bezeichnung Zinjanthropus boisei durch Paranthropus boisei ersetzt wurde und OH 5 seitdem das Typusexemplar von Paranthropus boisei ist.  Im gleichen Fundhorizont lagen zahlreiche Steinwerkzeuge vom Typus Oldowan, die heute in Verbindung mit Homo habilis gebracht werden.

## Erstbeschreibung
OH 5 war ein Oberflächenfund, der infolge von Bodenerosion aus einem Hang der Fundstelle FLK teilweise herausgewittert, aber erst am 6. August 1959 vollständig geborgen worden war. Der Schädel, dessen sämtliche Oberkieferzähne erhalten sind, war in zahlreiche, allerdings nicht deformierte Fragmente zerbrochen; selbst die fragilen Knochen aus dem Bereich der Nase waren erhalten geblieben. Alle Bruchstücke lagen auf einer Fläche von rund 30 × 30 Zentimetern und in maximal 10 Zentimetern Tiefe. Laut Erstbeschreibung von Louis Leakey hatte die Einbettung der Knochen in lehmhaltigem Boden verhindert, dass sie verstreut wurden. Aus einer vorläufigen Rekonstruktion des Schädels, in die noch nicht alle kleinen Fragmente einbezogen waren, leitete Leakey bereits 1959 ab, dass es sich beim Besitzer des Schädels um ein junges männliches Individuum gehandelt hatte: Hierfür sprachen zum einen die großflächigen Muskelansätze am Schädel, zum anderen wiesen die Weisheitszähne des Oberkiefers noch keine Abnutzungsspuren auf. In den folgenden Jahren wurden auch die kleinsten Knochenfunde von Louis Leakey, Mary Leakey und dem Anatom Alun Rhun Hughes (1916–1992) „in äußerst gewissenhafter Weise“ in die Rekonstruktion des Schädels eingefügt, sodass schließlich auch das Volumen des Gehirns mit 530 cm³ berechnet werden konnte. Eine extrem umfangreiche, 264 Seiten lange Beschreibung von OH 5 erfolgte nach Abschluss der Rekonstruktion 1967 durch Phillip Tobias.
Das Alter des Schädels (Spitzname „Zinji“) wird heute mit 1,845 bis 1,839 Millionen Jahren angegeben.
Bernard Wood weist in seiner Wiley-Blackwell Encyclopedia of Human Evolution darauf hin, dass die Entdeckung von OH 5 weit reichende Folgen für die Finanzierung paläoanthropologischer Feldforschung in Afrika hatte: Die vor allem durch das National Geographic Magazine bewirkte, weltweite Bekanntheit des Schädels lenkte erstmals international den Blick der Forschergemeinden und ihrer Geldgeber auf Ostafrika, während zuvor Gelder primär nach Südafrika geflossen waren, wo 1925 Australopithecus und 1938 Paranthropus entdeckt worden waren. Auch die Funde von Australopithecus afarensis in den 1970er-Jahren waren letztlich eine Folge der Entdeckung von OH 5.
Verwahrort des Schädels ist das National Museum and House of Culture in Daressalam, Tanzania.

## Festlegung der biologischen Art
In der ersten wissenschaftlichen Beschreibung des Schädels erläuterte Louis Leakey 1959, dass OH 5 zweifelsfrei zur Gruppe der Australopithecina gehöre. Zugleich räumte er ein, dass die Merkmale von OH 5 – zum Beispiel der auffällige Scheitelkamm und die relativ kleinen Eckzähne – an die Merkmale von Paranthropus erinnern. Bei anderen Merkmalen, zum Beispiel der Gestalt des Gaumens und der oberen Weisheitszähne, erkannte Leakey hingegen eher Parallelen zu Australopithecus. Nach gründlichem Studium von Fossilien beider Gattungen kam Leakey jedoch zu der Überzeugung, dass Paranthropus und Australopithecus größere Ähnlichkeiten miteinander besitzen als beide mit OH 5, weswegen er den Schädel einer neuen Gattung – Zinjanthropus boisei – zuschrieb und dies mit rund 20 von Paranthropus abweichenden Merkmalen rechtfertigte. Zugleich ehrte er durch die Wahl des Epithetons boisei den Bergbauingenieur und Diamanthändler Charles Watson Boise (1884–1964), der die Ausgrabungen Leakeys seit 1948 finanziell unterstützt hatte.
1964, im Zusammenhang mit der Erstbeschreibung von Homo habilis anhand des Unterkiefers OH7 durch Louis Leakey, Phillip Tobias und John Russell Napier, rückte Leakey von seiner ursprünglichen Namensgebung ab und ordnete OH 5 nunmehr der neu eingeführten Untergattung Zinjanthropus der Gattung Australopithecus zu, genannt Australopithecus (Zinjanthropus) boisei. In der 1967 veröffentlichten, ausführlichen Studie über die Gestalt von OH 5 rückte wiederum Phillip Tobias von der 1964 auch von ihm mitgetragenen Untergattung Zinjanthropus ab und ordnete OH 5 als Australopithecus boisei unmittelbar der Gattung Australopithecus zu.
Nachdem von anderen Forschern die anatomischen Gemeinsamkeiten von Paranthropus robustus (Erstbeschreibung 1938) und Paranthropus aethiopicus (Erstbeschreibung 1968) herausgearbeitet und gegen Australopithecus abgegrenzt worden waren, wurde von ihnen auch die ursprünglich als Zinjanthropus boisei benannte Art als Paranthropus boisei zu Paranthropus gestellt. Es gibt aber weiterhin auch Forscher, die die Unterschiede von Australopithecus und Paranthropus als zu gering bewerten, um ihre Fundstücke in zwei Gattungen einzuordnen. Aus deren Sicht genießt die bereits 1925 etablierte Gattung Australopithecus bei der Namensgebung Vorrang vor Paranthropus, weswegen sie OH 5 Australopithecus boisei zuordnen.

## Belege
1. ↑  Louis Leakey: A new fossil skull from Olduvai. In: Nature, Band 184, Nr. 4685, 1959, S. 491–493, doi:10.1038/184491a0, Volltext (PDF; 413 kB). (Memento vom 29. Oktober 2005 im Internet Archive)
2. ↑  OH 5 auf humanorigins.si.edu.
3. 1 2 3 4   Eintrag OH 5 in Bernard Wood (Hrsg.): Wiley-Blackwell Encyclopedia of Human Evolution. 2 Bände. Wiley-Blackwell, Chichester u. a. 2011, ISBN 978-1-4051-5510-6.
4. ↑  Phillip Tobias: The Cranium and Maxillary Dentition of Australopithecus (Zinjanthropus) boisei.  Reihe: Olduvai Gorge, Volume 2. Cambridge University Press, Cambridge 1967.
5. ↑  OH 5 auf olduvai-paleo.org.
6. ↑  Louis Leakey, Phillip Tobias und John Russell Napier: A new species of the genus Homo from Olduvai Gorge. In: Nature. Band 202, 1964, S. 7–9; doi:10.1038/202007a0.